# アジア・ゼロエミッション共同体議員連盟
アジア・ゼロエミッション共同体（AZEC）議員連盟（あじあ・ぜろみっしょんきょうどうたいぎいんれんめい）は、自民党が日本と東南アジア諸国などが連携して、地域の脱炭素化と経済成長を目指すことを目的とし、2024年12月19日に発足した議員連盟。別称、アジア脱炭素議員連盟、AZEC議連。初会合には、約30人が出席した。

## 概要
AZECは2022年1月に岸田文雄前内閣総理大臣が提唱し、アジアの脱炭素・経済成長・エネルギー安全保障の同時達成を目指す枠組みとし、東南アジアの脱炭素化に貢献するため、日本の技術支援やルール整備を推進する考え。経団連は、AZEC構想の具体化に向けて引き続き政府に協力していくとしている。

## 参加議員
呼び掛け人
- 岸田文雄（最高顧問）
- 齋藤健（会長）
- 小泉進次郎
- 萩生田光一
- 梶山弘志